# NIMF 15

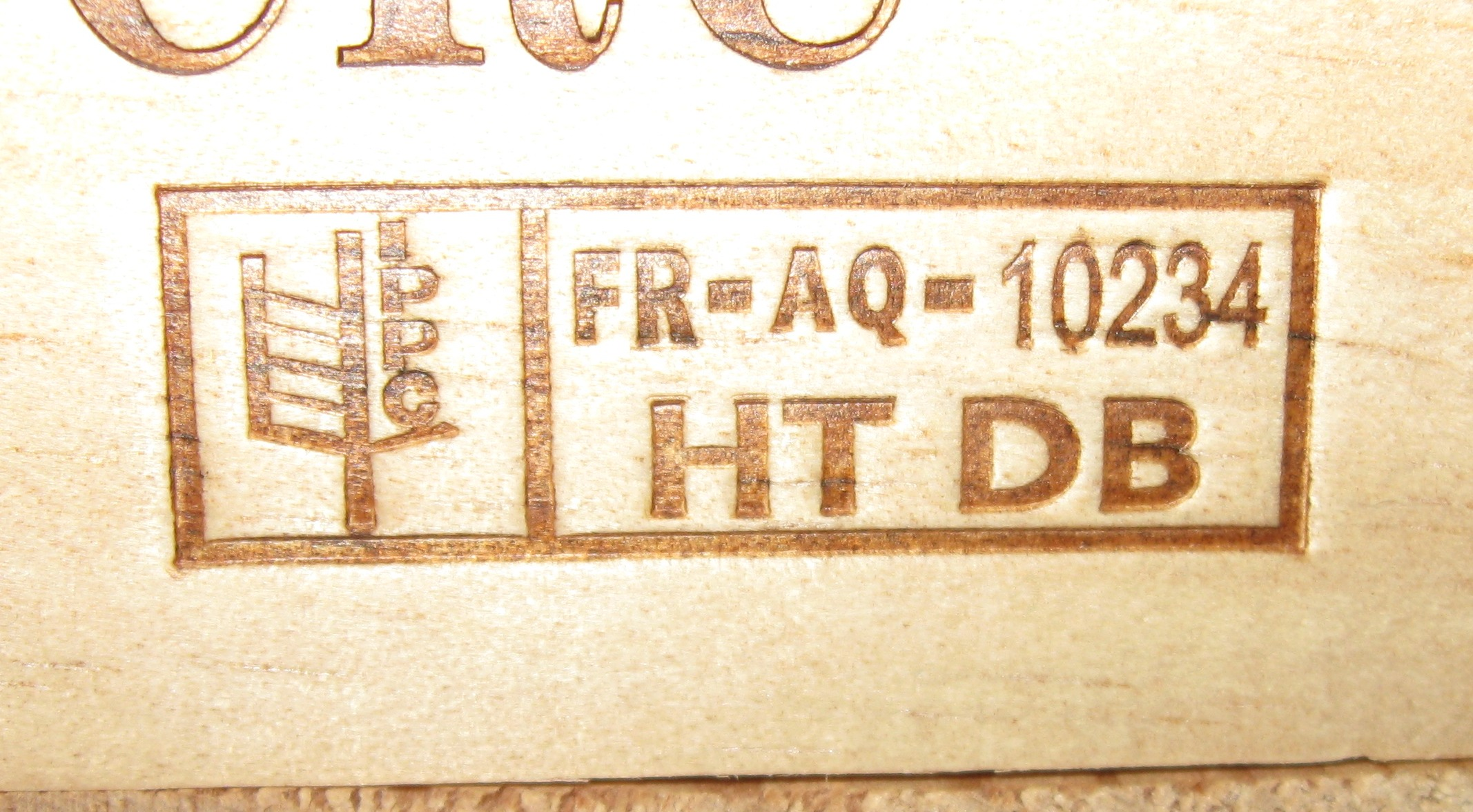
Foto del sello CIPF en una caja de vino

La Norma internacional para Medidas Fitosanitarias n.º 15 (NIMF 15) es una medida fitosanitaria internacional elaborada por la Convención Internacional de Protección Fitosanitaria (CIPF) que aborda directamente la necesidad de tratar los materiales de madera de un grosor superior a 6 mm utilizados para el envío de productos entre países. Su objetivo principal es prevenir el transporte y la propagación internacional de enfermedades e insectos que puedan afectar a las plantas o a los ecosistemas negativamente. La NIMF 15 afecta a todos los embalajes de madera (palés, cajas, de estiba, etc.) que requieren que se descortecen y se traten posteriormente térmicamente o se fumiguen con bromuro de metilo y se estampen o timbren con una marca de certificación.Esta marca de certificación se conoce coloquialmente como el «sello de trigo».Los productos exentos de la NIMF 15 están hechos con un material alternativo como el papel, el plástico o los productos de paneles de madera (p. ej.tableros de fibras orientadas, aglomerados y contrachapados).

## Revisión de la NIMF 15
La revisión de la NIMF n.º 15 (2009) en su anexo 1 exige que la madera utilizada en la fabricación de embalajes de madera conforme a la NIMF 15 sea de madera descortezada, la cual no debe confundirse con madera libre de corteza.Se actualizó la NIMF 15 para adoptar el reglamento de restricción de la corteza propuestas por la Unión Europea en 2009. Australia permaneció con restricciones más estrictas sobre la corteza durante aproximadamente un año antes de ajustarse a la norma el 1 de julio de 2010.

### Embalajes de madera descortezada

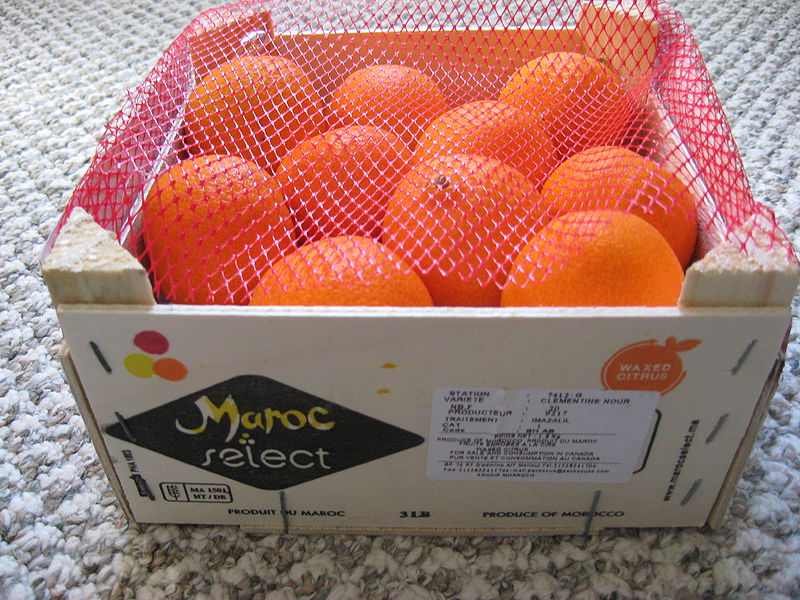
Caja de madera de clementinas (mandarinas) procedentes de Marruecos, con el logotipo de la NIMF 15 en la esquina inferior izquierda (MA por Marruecos, del francés "Maroc") en 2010.

Los embalajes de madera se deben descortezar antes de tratarse con calor o fumigarse para cumplir con el reglamento de la NIMF 15.El componente de descortezado de la norma pretende prevenir la reinfestación de insectos mientras se coloca la madera para su elaboración o incluso después de que se haya elaborado. La definición oficial de madera descortezada según la revisión de la NIMF 15 (2009) es:
«Con independencia del tipo de tratamiento aplicado, el material de embalaje de madera debe ser de madera descortezada.Según esta norma, puede quedar cualquier cantidad de trozos pequeños de corteza visualmente separados y claramente diferenciados si son: - de menos de 3 cm de ancho (con independencia de la longitud) o - de más de 3 cm de ancho, con una superficie total de un trozo de corteza individual inferior a 50 cm2».

### Razones para quitar la corteza
Los niveles de infestación posteriores al tratamiento (con y sin corteza) en comparación con los niveles previos al tratamiento son los siguientes. En general, en los estudios presentados se desprende que no hay:
a) ninguna diferencia significativa entre los niveles de infestación de madera tratada y no tratada; o
b) las diferencias identificadas están relacionadas con las especies de insectos que pueden preferir la madera tratada o sin tratar.
La información complementaria de un estudio de América del Norte (IFQRG 2005-27) se resume en la siguiente tabla (los datos son números de escarabajos por cm2):
| Tamaño de corteza   | Escarabajo de la corteza (control) | Escarabajo de la corteza (HT) | Barrenador de la madera (control) | Barrenador de la madera (HT) |
| ------------------- | ---------------------------------- | ----------------------------- | --------------------------------- | ---------------------------- |
| 25 cm2              | 0.01                               | 0.0035                        | 0.0133                            | 0.0064                       |
| 100 cm2             | 0.005                              | 0.01                          | 0.0086                            | 0.015                        |
| Cobertura del 100 % | 0.0087                             | 0.012                         | 0.0118                            | 0.0137                       |

### Marcado de la NIMF
- Símbolo de certificación CIPF.

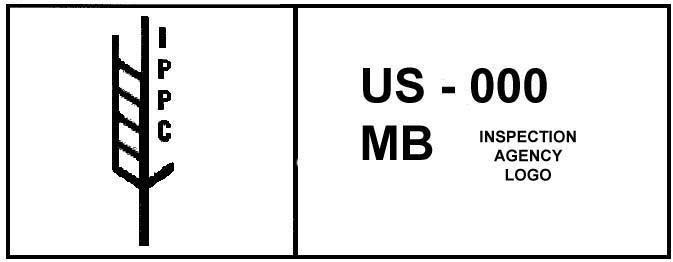
Muestra del logotipo de la NIMF donde aparece el código MB para indicar el tratamiento de la madera con bromuro de metilo.

- XX: representa el código ISO de países de dos letras o código ISO 3166-1 alfa-2 (por ejemplo, AU para Australia, US para Estados Unidos, NZ para Nueva Zelanda, GB para Reino Unido).
- 00: representa el número exclusivo de certificación expedidos a los ONPF (organismos reguladores que supervisan a los distintos fabricantes de embalajes de madera).La inclusión de este número de certificación garantiza que el embalaje de madera pueda rastrearse hasta la ONPF/agencia auditora.
- 1111: representa el número exclusivo de certificación emitido al proveedor o fabricante del tratamiento.La inclusión de este número de certificación garantiza que el embalaje de madera pueda rastrearse hasta el proveedor del tratamiento o el fabricante.
- YY: representa el tratamiento aplicado al embalaje de madera:
- HT es el código para el tratamiento térmico a un mínimo de 56 °C (132,8 °F) durante un mínimo de 30 minutos
- MB es el código para la fumigación con bromuro de metilo.
- DUN: representa el código para cuando el material de madera maciza se utiliza para la estiba.El código de estiba "DUN" no se aplica a los embalajes de madera fabricados, solo a la madera suelta para ayudar a asegurar los productos que se envían.

El sello de certificación de la NIMF 15 puede incluir más información, ya que los productores y proveedores pueden optar por incluir información adicional con fines de identificación.

## Tipos de tratamiento internacionalmente aceptados
- HT (tratamiento térmico): se debe calentar la madera hasta que su núcleo alcance los 56 °C durante al menos 30 minutos.
  - Tratamiento de calor estacionario (HT): procedimiento estándar realizado en cámaras de calentamiento;
  - Secado en estufa (KD): similar al estándar HT, pero requiere alcanzar un determinado contenido de humedad;
  - Tratamiento térmico móvil (HT): tratamiento térmico realizado en cámaras de calentamiento instaladas en camiones.Permite realizar el tratamiento en cualquier lugar.
  - Proceso de cámara portátil (PCP - HT): tratamiento térmico realizado en cámaras portátiles de tejido térmico.Permite realizar el tratamiento en cualquier lugar, pero con costes menores.El requisito de la patente del proceso pertenece a la empresa brasileña de control de plagas Fitolog;
  - Conector para contenedor de despliegue rápido (FCC - HT): tratamiento térmico realizado directamente en los contenedores por una unidad móvil de calentamiento.Es una variación simplificada de PCP.Ideal para puertos y terminales.
- MB (bromuro de metilo): requiere llenar completamente un área con pesticida gaseoso (bromuro de metilo).
  - Fumigación del contenedor: el contenedor donde se coloca el embalaje de madera se llena completamente con bromuro de metilo.Tras una cuarentena de 24 horas, se airea el contenedor y se libera la madera/carga;
  - Carpa de fumigación: el embalaje de madera se cubre con un tipo específico de carpa, sellada al suelo con peso.Se llena la carpa por completo con bromuro de metilo.Tras una cuarentena de 24 horas, se retira la carpa y se libera la madera/carga;

## Exenciones de la NIMF 15
No todos los materiales de embalaje se deben tratar para utilizarse como material de envío o embalaje.A continuación se presenta una lista de materiales que no deben ser tratados y están exentos de las leyes y normas de la NIMF 15.
- Palés de plástico - se fabrican casi siempre con resina plástica de polipropileno o polietileno.
- Palés corrugados - se fabrican con pasta de madera, cola y calor elevado.
- Palés de madera prensada - se fabrican a alta temperatura y presión utilizando pegamento y solamente virutas de madera (recuperadas) o serrín.
- Bloques de palé de madera compuesta - se fabrican a alta temperatura y presión utilizando pegamento y solamente virutas de madera (recuperadas).
- Madera contrachapada o procesada - embalajes de madera hechos de material de madera procesada.Estos incluyen los tableros aglomerados, las chapas creadas con cola, calor o presión.

## Lectura complementaria
Yam, K. L. (2009). Wiley Encyclopedia of Packaging Technology. John Wiley & Sons, 2009. ISBN 978-0-470-08704-6